# فأر الخلد المخطط الصومالي
فأر الخلد المخطط الصومالي أو فوكوميس إلاريا (الاسم العلمي: Fukomys ilariae)، نوع من العرميات صغيرة القد المتوطن في إفريقيا. تمت تسمية هذا النوع الجديد باسم إلاريا ألبي، الصحفية الإيطالية التي اغتيلت، إلى جانب مصورها، في مقديشو عام 1994 بينما كانت تقوم بتقديم تقارير عن تجارة البضائع السامة بين إيطاليا والصومال.